# São João Batista (Boa Vista)
Nota linguística: Com a entrada em vigor do Novo Acordo Ortográfico este topónimo passará a ser grafado São João Batista.
São João Batista é uma freguesia de Cabo Verde. Pertence ao concelho da Boa Vista e à ilha do mesmo nome. A sua área coincide com a Paróquia de São João Batista, e o feriado religioso é celebrado a 24 de junho, dia da São João.